# Kultur i Kina
 Der er for få eller ingen kildehenvisninger i denne artikel, hvilket er et problem. Du kan hjælpe ved at angive troværdige kilder til de påstande, som fremføres i artiklen.

For at læse om Kina: Kina.
For at læse om Taiwan (formelt: Republikken Kina): Taiwan.
Forskellige filosofiske retninger har haft en markant indflydelse på kinesisk kultur. De tre ældste hovedretninger udgik fra konfucianismen, taoismen og til sidst buddhismen.
Kinas religiøse traditioner er en vanskelig sammensætning. Blandt de religioner eller trosretninger som associeres med Kina er forfædrekult, buddhisme, kinesisk folkereligion med rødder i ældgamle myter, konfucianismen, taoismen og islam.
Kinesisk litteratur har en lang og rig historie, delvis tilskyndet af opdagelsen af trykkekunsten under Song-dynastiet. Forud for den tid var de klassiske og religiøse manuskripter netop "manuskripter" – håndskrevne, med blækpensel. Det drejede sig for det meste om konfucianske, taoistiske og buddhistiske værker. For at granske disse tekster oprettede de lærde et stort antal akademier. Nogle af akademierne var finansieret af herskerdynastierne, og de kongelige kunne selv tage aktivt del i diskussionerne der. Af dokumenter forfattede på denne tidlige tid er titusinder blevet bevaret. Kinesiske filosofer, forfattere og digtere har for det meste nydt stor respekt i samfundet, og spillet en vigtig rolle som kulturbærere.
Kineserne udviklede et stort antal musikinstrumenter, blandt andet sheng, xiao og erhu. Musikinstrumentet sheng fik en række arvtagere i Vesten.
Kinesisk skrift har haft mange varianter gennem Kinas historie, og i midten af 1900-tallet blev der udviklet en forenklet kinesisk skriftnorm på Fastlandskina. På Taiwan og andre steder fastholder man en ældre skrivenorm. Kalligrafi er en vigtig kunstart i Kina, på linje med malerkunst og musik.
Bonsai er en ældgammel kunst som spredte sig også til Japan og Korea.